# Herbita zarina
Herbita zarina är en fjärilsart som beskrevs av Paul Dognin 1893. Herbita zarina ingår i släktet Herbita och familjen mätare. Inga underarter finns listade i Catalogue of Life.